# حمض الثيوكبريتوز
حمض الثيوكبريتوز هو حمض أكسجيني مضاعف الكبريت صيغته H2S2O2، والتي يمكن كتابتها على الشكل (HS−S(=O)−OH)، وتكون فيه حالة الأكسدة الوسطية للكبريت مقدارها +1؛(ملاحظة 1) وهو غير مستقر ولا يمكن عزله، كما أن أملاحه غير معروفة.

## التحضير
يمكن لحمض الثيوكبريتوز أن يحضر من تفاعل كبريتيد الهيدروجين مع ثنائي أكسيد الكبريت في المحلول (حمض الكبريتوز) ضمن شروط خاصة:
{\displaystyle {\ce {H2S + H2SO3 -> H2S2O2 + H2O}}}

## الخواص
لا يعد جزيء حمض الثيوكبريتوز مستقراً عند تكاثفه، إذ سرعان مع يتفاعل مع نفسه.
يتفكك الحمض في الماء إلى أحماض متعددة الثيونيك، والتي تسمى محلول فاكنرودر.(ملاحظة 2)